# André Jousseaume
André Jousseaume (27 luglio 1894 – 26 maggio 1960) è stato un cavaliere francese.

## Palmarès

### Olimpiadi
- Oro a Los Angeles 1932 nel dressage a squadre.
- Oro a Londra 1948 nel dressage a squadre.
- Argento a Berlino 1936 nel dressage a squadre.
- Argento a Londra 1948 nel dressage individuale.
- Bronzo a Helsinki 1952 nel dressage individuale.